# Caroline M. van Zuilen
Caroline M. van Zuilen (1964 ) es una botánica, y taxónoma venezolana. Desarrolla actividades académicas en el Departamento de Ecología Vegetal y Biología Evolutiva, División Herbario de la Universidad de Utrecht, Países Bajos.

## Algunas publicaciones
- a.k. van Setten, c.m. van Zuilen. 1997. Studies in Annonaceae XXVI. Flower and fruit morphology in Annonaceae. Flora Neotropica

- jifke Koek-Noorman, paul j.m. Maas, c.m. van Zuilen. 1995. A phylogenetic analysis of Duguetia (Annonaceae) based on morphological data. Plant Systematics and Evolution 194 (3-4): 173-188 en línea

- m.c. Harmsen, f.h.j. Schuren, s.m. Moukha, c.m. van Zuilen, p.j. Punt, j.g.h. Wessels. 1992. Sequence analysis of the glyceraldehyde-3-phosphate dehydrogenase genes from the basidiomycetes Schizophyllum commune. Current Genetics 22: 447-454

- La abreviatura «Zuilen» se emplea para indicar a Caroline M. van Zuilen como autoridad en la descripción y clasificación científica de los vegetales.[3]